# کرها
کرها(به یونانی: Κῆρες)، در اسطوره‌های یونان، ارواح مرگ هستند.
کر در یونانی به معنای ویرانی است. کرها از نظر شکل ظاهری مشابه ارینوئس هستند. گاهی مطابق مویرای فرض می‌شوند.